# My Favorite Girl
"My Favorite Girl" é uma canção da boy band pop brasileira P9, lançada como single em 11 de março de 2013 para o rádio pela Sony Music Entertainment. A canção está incluída no álbum de estreia da banda de homônimo à banda que estreou em 1 de julho de 2013. A canção ficou conhecida após fazer parte da trilha sonora da novela Salve Jorge. O videoclipe lançado em 29 de maio alcançou em vinte quatro horas quarenta e sete mil visualizações. A canção também está incluída na trilha sonora da Copa das Confederações FIFA de 2013. Ela também esteve no top 10 da iTunes no Brasil.
A primeira apresentação ao vivo da canção foi no programa Caldeirão do Huck na Rede Globo em 25 de maio de 2013.

## Antecedentes e desenvolvimento
Em uma entrevista, Michael Band, integrante da banda disse que na estreia da música na novela eles estavam nos Estados Unidos fazendo a gravação do álbum, e quando estavam num restaurante, receberam uma mensagem pelo WhatsApp que a música tinha sido executada na novela Salve Jorge: 
Todo mundo ficava perguntando o que estava acontecendo e a gente explicou que a música tinha acabado de entrar na novela das nove, que é uma parada grande no Brasil.

## Faixas
| Download digital |                    |         |  |
| N.º              | Título             | Duração |  |
| 1.               | "My Favorite Girl" | 3:29    |  |

| Extended play  |                                              |         |  |
| N.º            | Título                                       | Duração |  |
| 1.             | "My Favorite Girl"                           | 3:29    |  |
| 2.             | "My Favorite Girl (Deeplick Extended Remix)" | 5:12    |  |
| 3.             | "My Favorite Girl (Deeplick Remix)"          | 3:18    |  |
| 4.             | "Love You In Those Jeans"                    | 4:09    |  |
| Duração total: | Duração total:                               | 13:12   |  |

## Videoclipe
Com direção de Kayhan Lannes Özmen e produzido pela O2 Filmes ele estreou no canal do grupo no Vevo em 26 de maio de 2013. O clipe da banda bateu o recorde da Vevo para uma banda brasileira no número de visualizações em 24 horas com 146,5 mil views, superando a música "Eu Sem Você" de Paula Fernandes.

## Paradas
| Parada (2013)                     | Melhor posição |
| --------------------------------- | -------------- |
| Brasil (Brasil Hot 100 Airplay)   | 40             |
| Brasil (Brasil Hot Pop & Popular) | 32             |

## Histórico de lançamento
| País           | Data                | Formato          | Gravadora                |
| -------------- | ------------------- | ---------------- | ------------------------ |
| Brasil         | 11 de março de 2013 | Rádio            | Sony Music Entertainment |
| Brasil         | 18 de março de 2013 | Download digital | Sony Music Entertainment |
| Estados Unidos | 18 de março de 2013 | Download digital | Sony Music Entertainment |
| Reino Unido    | 18 de março de 2013 | Download digital | Sony Music Entertainment |